# Comblain-au-Pont
Comblain-au-Pont (en való Comblin-å-Pont) és un municipi belga de la província de Lieja a la regió valona. Es troba a la confluència entre els rius Amblève i Ourthe. L'1 de gener del 2024 tenia 5.318 habitants. Està format per les viles de Comblain-au-Pont i Poulseur, que comprenen els llogarets de Géromont, Halleux, Hoyemont, Mont, Oneux, Pont-de-Scay i Sart.